# Kvalifikační turnaj vítězů krajských přeborů – 1952
Kvalifikační turnaj vítězů krajských přeborů – 1952 byl nadstavbovou soutěží vítězů krajských přeborů o postup do Celostátní československé soutěže v kopané 1953. Turnaj se hrál ve čtyřech skupinách. 

## Konečná tabulka - skupina A
| Poř. | Tým                            | Z | V | R | P | VG | OG | B |
| ---- | ------------------------------ | - | - | - | - | -- | -- | - |
| 1.   | ZSJ Dynamo Slavia Praha        | 4 | 4 | 0 | 0 | 16 | 2  | 8 |
| 2.   | JTO Sokol Slavia Karlovy Vary  | 4 | 2 | 0 | 2 | 8  | 8  | 4 |
| 3.   | ZSJ Benzina Roudnice nad Labem | 4 | 2 | 0 | 2 | 9  | 12 | 4 |
| 4.   | ZSJ ČSD Plzeň                  | 4 | 1 | 1 | 2 | 9  | 15 | 3 |
| 5.   | ZSJ JČE České Budějovice       | 4 | 0 | 1 | 3 | 3  | 8  | 1 |

## Konečná tabulka - skupina B
| Poř. | Tým                      | Z | V | R | P | VG | OG | B |
| ---- | ------------------------ | - | - | - | - | -- | -- | - |
| 1.   | ZSJ Kolora Liberec       | 4 | 4 | 0 | 0 | 12 | 5  | 8 |
| 2.   | ZSJ Škoda Hradec Králové | 4 | 3 | 0 | 1 | 17 | 2  | 6 |
| 3.   | ÚDA Praha                | 4 | 1 | 1 | 2 | 9  | 9  | 3 |
| 4.   | ZSJ Chemik Semtín        | 4 | 1 | 0 | 3 | 3  | 10 | 2 |
| 5.   | ZSJ ČSSZ Havlíčkův Brod  | 4 | 0 | 1 | 3 | 2  | 17 | 1 |

## Konečná tabulka - skupina C
| Poř. | Tým                    | Z | V | R | P | VG | OG | B |
| ---- | ---------------------- | - | - | - | - | -- | -- | - |
| 1.   | ZSJ Svit I. Gottwaldov | 4 | 3 | 0 | 1 | 16 | 4  | 6 |
| 2.   | ZSJ SBZ Ružomberok     | 4 | 2 | 1 | 1 | 13 | 8  | 5 |
| 3.   | ZSJ Zbrojovka Brno     | 4 | 2 | 1 | 1 | 8  | 5  | 5 |
| 4.   | ZSJ Zora Hodolany      | 4 | 2 | 0 | 2 | 9  | 13 | 4 |
| 5.   | ZSJ Mír Karviná        | 4 | 0 | 0 | 4 | 5  | 21 | 0 |

## Konečná tabulka - skupina D
| Poř. | Tým                      | Z | V | R | P | VG | OG | B |
| ---- | ------------------------ | - | - | - | - | -- | -- | - |
| 1.   | ZSJ Kablo Topoľčany      | 4 | 4 | 0 | 0 | 9  | 3  | 8 |
| 2.   | ZSJ Odeva Trenčín        | 4 | 2 | 0 | 2 | 6  | 3  | 4 |
| 3.   | ZSJ Poľana Opatová       | 4 | 2 | 0 | 2 | 10 | 6  | 4 |
| 4.   | ZSJ DK Vranov nad Topľou | 4 | 0 | 0 | 4 | 3  | 16 | 0 |

Vítěz Kablo Topoľčany v důsledku reorganizace fotbalových soutěží od roku 1953 do nejvyšší soutěže nepostoupilo.
Poznámky:
- Z = Odehrané zápasy; V = Vítězství; R = Remízy; P = Prohry; VG = Vstřelené góly; OG = Obdržené góly; B = Body;